# Charles Wolfran Cornwall
Pour les articles homonymes, voir Cornwall.
Charles Wolfran Cornwall, né le 15 juin 1735 et mort le 2 janvier 1789, est un homme politique britannique.

## Biographie
Appelé au barreau en 1757 comme membre de Gray's Inn après ses études au New College de l'université d'Oxford, et héritier d'une fortune importante, c'est à travers son cousin Charles Jenkinson, et son mariage à la sœur de celui-ci (sa cousine Elisabeth), qu'il entre en politique. Avec l'appui de William FitzMaurice, le comte Shelburne, il est élu député de Grampound (un village de Cornouailles) sans candidat adverse lors des élections législatives de 1768. Il siège sur les bancs de la faction du Parti whig loyale à Lord Rockingham,.
Charles Cornwall devient bientôt un parlementaire de premier plan sur les bancs de l'Opposition, participant activement à de nombreux débats sur une grande diversité de sujets. Lorsque éclate la Révolution américaine, il est toutefois davantage proche du gouvernement tory de Lord North -qui souhaite réprimer ce soulèvement- que de l'Opposition. Il rejoint les bancs de la majorité en 1774, et est nommé l'un des lords du Trésor, jusqu'en 1780. Ayant changé d'étiquette politique, c'est dans le bourg pourri de Winchelsea qu'il se présente avec succès aux élections législatives de 1774. Fin 1777, il soutient la volonté de conciliation avec les colons américains qu'exprime le gouvernement. Par la suite il restreint le champ de ses interventions à la Chambre des communes et se concentre sur les débats techniques liés au Trésor public, paraissant à ce sujet « davantage un haut fonctionnaire qu'un homme politique »,.
En octobre 1780 il accepte d'exercer la présidence de la Chambre. Il est fait membre du Conseil privé le mois suivant. De l'avis des personnalités de l'époque, il exerce cette présidence sans grande distinction mais avec compétence et amabilité. Il est doté d'une voix qui porte et d'une « figure imposante », malgré son habitude de se désaltérer au moyen de porter (bière) en pleine session parlementaire, remarquée par les satiristes. En février 1786, une motion introduite par le Premier ministre William Pitt le Jeune pour fortifier les chantiers navals obtient l'approbation de 169 députés, tout en étant refusée par le même nombre. C'est alors à Charles Cornwall, en tant que président, de voter à son tour pour les départager ; il vote pour le statu quo, et donc contre le changement que souhaite le gouvernement. Cette pratique selon laquelle le président de la Chambre ne peut, par son vote, créer de majorité favorable à la Chambre lorsqu'une telle majorité ne s'est pas dessinée deviendra une convention constitutionnelle sous la présidence d'Evelyn Denison au XIXe siècle. C'est également Charles Cornwall qui innove en permettant la tenue de sessions de questions de députés envers le gouvernement, pratique qui demeure à ce jour. Il meurt en fonction en janvier 1789,,.